# طواف عمان 2017
طواف عمان 2017 (بالإنجليزية: Tour of Oman 2017 )‏ هو سباق دراجات هوائية، وهو الموسم رقم 8 من نفس السباق، وأقيم خلال الفترة 14 فبراير 2017، وحتى 19 فبراير 2017، وامتدّ لمسافة 900 كيلومتر، وهو أحد سباقات طواف آسيا للدراجات 2017.

## الفرق
| فرق عالمية (9)- AG2R La Mondiale - Astana - Bahrain-Merida - BMC Racing Team - Dimension Data - Katusha-Alpecin - Quick-Step Floors - سنويب - UAE Abu Dhabi فرق قارية محترفة (9)- أكوا بلو سبورت 2017 ‏ - CCC Development Team ‏ - ديلكو ‏ - نيبو-فيني فانتيني 2017 ‏ - سبورت فلاندرين بالويس 2017 ‏ - UnitedHealthcare Pro Cycling (men's team) ‏ - Wanty-Groupe Gobert - بنجوال باوليز ساوكس دبليو بي ‏ - ويلير تريستينا-سيل إيطاليا 2017 ‏ |  |
| |  |

## المراحل
| المرحلة   | التاريخ   | الدورة                            | type         | المسافة (كم) | الفائز بالمرحلة   | القائد العام    |
| --------- | --------- | --------------------------------- | ------------ | ------------ | ----------------- | --------------- |
| المرحلة 1 | 14 فبراير | Al Sawadi Beach‏ – حديقة النسيم    | مرحلة مستوية | 176٫5        | ألكسندر كريستوف   | ألكسندر كريستوف |
| المرحلة 2 | 15 فبراير | ولاية نخل – الجصة ‏                | مرحلة التلال | 145٫5        | بن هيرمانز        | بن هيرمانز      |
| المرحلة 3 | 16 فبراير | جَامِعَة السُّلْطَان قَابُوس – ولاية قريات | مرحلة التلال | 162          | سورين كراغ أندرسن | بن هيرمانز      |
| المرحلة 4 | 17 فبراير | يتي – وزارة السياحة‏               | مرحلة التلال | 118          | ألكسندر كريستوف   | بن هيرمانز      |
| المرحلة 5 | 18 فبراير | ولاية سمائل – الجبل الأخضر        | مرحلة متوسطة | 152٫5        | بن هيرمانز        | بن هيرمانز      |
| المرحلة 6 | 19 فبراير | مسقط – ولاية مطرح                 | مرحلة مستوية | 130٫5        | ألكسندر كريستوف   | بن هيرمانز      |

## النتيجة

### مرحلة 1
في تاريخ14 فبراير 2017
| التصنيف العام | التصنيف العام        | التصنيف العام              | التصنيف العام                 | التصنيف العام            |
| العداء        | العداء               | البلد                      | الفريق                        | الوقت                    |
| ------------- | -------------------- | -------------------------- | ----------------------------- | ------------------------ |
| 1.            | ألكسندر كريستوف      | النرويج                    | Katusha-Alpecin               | 3 ساعة 46 دقيقة 19 ثانية |
| 2.            | كريستيان سباراغلي    | إيطاليا                    | Dimension Data                | + 4 ثانية                |
| 3.            | ايمي دي جندت         | بلجيكا                     | Sport Vlaanderen-Baloise      | + 4 ثانية                |
| 4.            | سوني كولبريلي        | إيطاليا                    | Bahrain-Merida                | + 6 ثانية                |
| 5.            | Giuseppe Fonzi       | إيطاليا                    | Wilier Triestina-Selle Italia | + 6 ثانية                |
| 6.            | Lawrence Warbasse    | الولايات المتحدة الأمريكية | Aqua Blue Sport               | + 9 ثانية                |
| 7.            | آلان مارانجوني       | إيطاليا                    | Nippo-Vini Fantini            | + 9 ثانية                |
| 8.            | لاسي نورمان هانسن    | الدنمارك                   | Aqua Blue Sport               | + 10 ثانية               |
| 9.            | لوكاس سباستيان هايدو | الأرجنتين                  | UnitedHealthcare              | + 10 ثانية               |
| 10.           | ياكوب ماريكزكو       | إيطاليا                    | Wilier Triestina-Selle Italia | + 10 ثانية               |

### مرحلة 2
في تاريخ15 فبراير 2017
| التصنيف العام | التصنيف العام    | التصنيف العام | التصنيف العام     | التصنيف العام            |
| العداء        | العداء           | البلد         | الفريق            | الوقت                    |
| ------------- | ---------------- | ------------- | ----------------- | ------------------------ |
| 1.            | بن هيرمانز       | بلجيكا        | BMC Racing        | 7 ساعة 07 دقيقة 08 ثانية |
| 2.            | روي كوستا        | البرتغال      | UAE Abu Dhabi     | + 4 ثانية                |
| 3.            | جاكوب فوجلسانج   | الدنمارك      | Astana            | + 6 ثانية                |
| 4.            | مرحاوي قدس       | إريتريا       | Dimension Data    | + 14 ثانية               |
| 5.            | ناثان هاس        | أستراليا      | Dimension Data    | + 17 ثانية               |
| 6.            | فابيو آرو        | إيطاليا       | Astana            | + 17 ثانية               |
| 7.            | جانييه أسيفيدو   | كولومبيا      | UnitedHealthcare  | + 17 ثانية               |
| 8.            | ديفيد دي لا كروز | إسبانيا       | Quick-Step Floors | + 17 ثانية               |
| 9.            | ماتياس فرانك     | سويسرا        | AG2R La Mondiale  | + 17 ثانية               |
| 10.           | رومان بارديه     | فرنسا         | AG2R La Mondiale  | + 17 ثانية               |

### مرحلة 3
في تاريخ16 فبراير 2017
| التصنيف العام | التصنيف العام     | التصنيف العام | التصنيف العام     | التصنيف العام    |
| العداء        | العداء            | البلد         | الفريق            | الوقت            |
| ------------- | ----------------- | ------------- | ----------------- | ---------------- |
| 1.            | بن هيرمانز        | بلجيكا        | BMC Racing        | 11 ساعة 15 ثانية |
| 2.            | روي كوستا         | البرتغال      | UAE Abu Dhabi     | + 2 ثانية        |
| 3.            | جاكوب فوجلسانج    | الدنمارك      | Astana            | + 10 ثانية       |
| 4.            | مرحاوي قدس        | إريتريا       | Dimension Data    | + 18 ثانية       |
| 5.            | ديفيد دي لا كروز  | إسبانيا       | Quick-Step Floors | + 21 ثانية       |
| 6.            | رومان بارديه      | فرنسا         | AG2R La Mondiale  | + 21 ثانية       |
| 7.            | لورينز دي بلس     | بلجيكا        | Quick-Step Floors | + 21 ثانية       |
| 8.            | سورين كراغ أندرسن | الدنمارك      | Sunweb            | + 21 ثانية       |
| 9.            | فابيو آرو         | إيطاليا       | Astana            | + 25 ثانية       |
| 10.           | جانييه أسيفيدو    | كولومبيا      | UnitedHealthcare  | + 25 ثانية       |

### مرحلة 4
في تاريخ17 فبراير 2017
| التصنيف العام | التصنيف العام     | التصنيف العام | التصنيف العام     | التصنيف العام             |
| العداء        | العداء            | البلد         | الفريق            | الوقت                     |
| ------------- | ----------------- | ------------- | ----------------- | ------------------------- |
| 1.            | بن هيرمانز        | بلجيكا        | BMC Racing        | 13 ساعة 50 دقيقة 41 ثانية |
| 2.            | روي كوستا         | البرتغال      | UAE Abu Dhabi     | + 5 ثانية                 |
| 3.            | جاكوب فوجلسانج    | الدنمارك      | Astana            | + 13 ثانية                |
| 4.            | مرحاوي قدس        | إريتريا       | Dimension Data    | + 21 ثانية                |
| 5.            | ديفيد دي لا كروز  | إسبانيا       | Quick-Step Floors | + 22 ثانية                |
| 6.            | رومان بارديه      | فرنسا         | AG2R La Mondiale  | + 23 ثانية                |
| 7.            | جريج فان أفرمت    | بلجيكا        | BMC Racing        | + 24 ثانية                |
| 8.            | لورينز دي بلس     | بلجيكا        | Quick-Step Floors | + 24 ثانية                |
| 9.            | سورين كراغ أندرسن | الدنمارك      | Sunweb            | + 24 ثانية                |
| 10.           | فابيو آرو         | إيطاليا       | Astana            | + 28 ثانية                |

### مرحلة 5
في تاريخ18 فبراير 2017
| التصنيف العام | التصنيف العام    | التصنيف العام | التصنيف العام    | التصنيف العام             |
| العداء        | العداء           | البلد         | الفريق           | الوقت                     |
| ------------- | ---------------- | ------------- | ---------------- | ------------------------- |
| 1.            | بن هيرمانز       | بلجيكا        | BMC Racing       | 17 ساعة 59 دقيقة 17 ثانية |
| 2.            | روي كوستا        | البرتغال      | UAE Abu Dhabi    | + 22 ثانية                |
| 3.            | فابيو آرو        | إيطاليا       | Astana           | + 35 ثانية                |
| 4.            | مرحاوي قدس       | إريتريا       | Dimension Data   | + 58 ثانية                |
| 5.            | تسغابو غرماي     | إثيوبيا       | Bahrain-Merida   | + 1 دقيقة 12 ثانية        |
| 6.            | رومان بارديه     | فرنسا         | AG2R La Mondiale | + 1 دقيقة 17 ثانية        |
| 7.            | ماتياس فرانك     | سويسرا        | AG2R La Mondiale | + 1 دقيقة 19 ثانية        |
| 8.            | لاكلان مورتون    | أستراليا      | Dimension Data   | + 1 دقيقة 21 ثانية        |
| 9.            | جيوفاني فيسكونتي | إيطاليا       | Bahrain-Merida   | + 1 دقيقة 33 ثانية        |
| 10.           | ناثان هاس        | أستراليا      | Dimension Data   | + 1 دقيقة 38 ثانية        |

### مرحلة 6
في تاريخ19 فبراير 2017

## التصنيف العام النهائي
| التصنيف العام | التصنيف العام    | التصنيف العام | التصنيف العام    | التصنيف العام             |
| العداء        | العداء           | البلد         | الفريق           | الوقت                     |
| ------------- | ---------------- | ------------- | ---------------- | ------------------------- |
| 1.            | بن هيرمانز       | بلجيكا        | BMC Racing       | 20 ساعة 56 دقيقة 20 ثانية |
| 2.            | روي كوستا        | البرتغال      | UAE Abu Dhabi    | + 22 ثانية                |
| 3.            | فابيو آرو        | إيطاليا       | Astana           | + 35 ثانية                |
| 4.            | مرحاوي قدس       | إريتريا       | Dimension Data   | + 58 ثانية                |
| 5.            | تسغابو غرماي     | إثيوبيا       | Bahrain-Merida   | + 1 دقيقة 12 ثانية        |
| 6.            | رومان بارديه     | فرنسا         | AG2R La Mondiale | + 1 دقيقة 17 ثانية        |
| 7.            | ماتياس فرانك     | سويسرا        | AG2R La Mondiale | + 1 دقيقة 19 ثانية        |
| 8.            | لاكلان مورتون    | أستراليا      | Dimension Data   | + 1 دقيقة 21 ثانية        |
| 9.            | جيوفاني فيسكونتي | إيطاليا       | Bahrain-Merida   | + 1 دقيقة 33 ثانية        |
| 10.           | ناثان هاس        | أستراليا      | Dimension Data   | + 1 دقيقة 38 ثانية        |

## وصلات خارجية
- طواف عمان 2017 على موقع إحصائيات الدراجات الإحترافية (الإنجليزية)